# Cosmorama
För andra betydelser, se Cosmorama (olika betydelser).
Cosmorama var en biograf på Östra Hamngatan 46-48 (nr 46 från 1915) i Göteborg. Den öppnade 2 september 1908 och stängde 28 juli 1988. 

## Historia
Det var möbelfabrikören Knut Husberg (1873-1928), som när biointresset kraftigt ökade, öppnade biografen Ideal i Masthugget. Efter att ha gjort succé med Kinematografen Succes i Trollhättan, startade han tillsammans med filmleverantören Axel Reuterberg, biografen Cosmorama, genom att bygga över gården på Östra Hamngatan 48. 
På premiären den 2 september 1908 klockan 17.00 visades: Sir Thomas A Liptons theplantager på Ceylon, komedin Amor och Psyche, Den Skotska vildnaturen och farsen En måg på försök. I pauserna underhöll Kungl. Rumäniskt Ziguenarkapell under ledning av kapellmästare Nicolai Georgscu. När Cosmorama öppnades år 1908, annonserades den som "Skandinaviens största och elegantaste biografetablissement". 
Här installerades även den andra av landets två biograforglar, den första fanns sedan 1926 på biografen Skandia i Stockholm. Under stumfilmsepoken hade Cosmorama även en egen tiomannaorkester. År 1930 hade den första svenska talfilmen premiär, varefter orkestern avskedades och en ljudanläggning installerades.
År 1915 utvidgades biografen med 400 sittplatser, bland annat med läktare, så att den nu kunde ta 800 åskådare. Redan 1910 hade man anslutit sig till organisationen Svenska Bio. För att passa ljudfilmerna byggdes biografen om 1935, efter ritningar av arkitekten Nils Einar Eriksson. Samtidigt fick lokalerna ny inredning i funktionalistisk stil. Cinemascope installerades 1954.
Stora Teatern i Göteborg köptes av AB Cosmorama 1917, men protesterna mot detta blev så omfattande att köpet återgick.
Biograflokalen användes från 1984 av Stora Teatern, bland annat för barnteatern "Teater Lillan". Filmförevisningarna fortsatte parallellt fram till 1988, då Cosmorama lades ner. 
Direktörer under åren (fram till 1980) har varit: Knut Husberg, Sven Hedberg, Elof Olsson (1955-1964), Erik Hedberg och Stig Lavén.  
Idag finns butiken Lagerhaus i lokalerna.